# Fußball-Bundesliga 1994-1995 (Austria)
L'edizione 1994-95 del campionato di calcio della Bundesliga vide la vittoria finale dell'Austria Salisburgo.
Capocannoniere del torneo fu Souleyman Sané (Tirol Innsbruck), con 20 reti.

## Classifica finale
|     | Classifica         | G  | V  | N  | P  | GF | GS | Pt |
| --- | ------------------ | -- | -- | -- | -- | -- | -- | -- |
| 1.  | Austria Salisburgo | 36 | 15 | 17 | 4  | 48 | 24 | 47 |
| 2.  | Sturm Graz         | 36 | 18 | 11 | 7  | 58 | 41 | 47 |
| 3.  | Rapid Vienna       | 36 | 19 | 8  | 9  | 63 | 50 | 46 |
| 4.  | Austria Vienna     | 36 | 16 | 11 | 9  | 58 | 38 | 43 |
| 5.  | Tirol Innsbruck    | 36 | 15 | 10 | 11 | 61 | 44 | 40 |
| 6.  | Linzer ASK         | 36 | 14 | 11 | 11 | 51 | 44 | 39 |
| 7.  | Admira Wacker      | 36 | 11 | 11 | 14 | 48 | 55 | 33 |
| 8.  | Vorwärts Steyr     | 36 | 9  | 11 | 16 | 40 | 49 | 29 |
| 9.  | Linz               | 36 | 5  | 10 | 21 | 33 | 81 | 20 |
| 10. | Mödling            | 36 | 4  | 8  | 24 | 28 | 62 | 16 |

### Verdetti
- Austria Salisburgo Campione d'Austria 1994-95.
- Linz e Mödling retrocesse in 1. Liga.